# Premi Ignasi Iglésias
El Premi Ignasi Iglésias fou un premi literari que s'atorgà de 1932 a 1938 a obres de teatre en català. El guardó era patrocinat per la Conselleria de cultura de la Generalitat republicana de Catalunya, i els guanyadors rebien la quantitat de 5.000 pessetes.

## Guanyadors[2]
- 1932: Josep Maria de Sagarra per L'hostal de la Glòria.
- 1933: Albert Piera per Els homes forts.
- 1934: Josep Maria Millàs-Raurell per El món en què vivim.
- 1935: Nicolau M. Rubió i Tudurí per Un sospir de llibertat.
- 1936: Xavier Benguerel per El casament de la Xela.
- 1937: Desert.
- 1938: Joan Escofet i Armand Blanch per Capvespre.